# Април и детективи (филм из 2008)
„Април и детективи” је српски ТВ филм из 2008. године. Режирао га је Владимир Алексић а сценарио је написала Душица Манојловић.

## Улоге
| Глумац                 | Улога             |
| ---------------------- | ----------------- |
| Бранимир Брстина       | Шеф               |
| Младен Андрејевић      | Лика              |
| Милорад Мандић Манда   | Тимотије          |
| Иван Босиљчић          | Јеротије          |
| Тихомир Станић         | Главни метеоролог |
| Слободан Бода Нинковић | Кловн             |
| Данко Рапајић          |                   |
| Срђан Тимаров          |                   |
| Гала Виденовић         |                   |